# Sală de jocuri
O sală de jocuri este o unitate de jocuri care oferă exclusiv jocuri de cărți pentru jocul public. Termenul cameră de poker este folosit pentru a descrie o cameră dedicată în cazinouri care este dedicată jocului de poker și în funcție este similară cu o cameră de cărți.
Astfel de camere nu oferă în mod obișnuit sloturi sau video poker sau alte jocuri de masă, cum ar fi craps-ul sau ruletă, așa cum se întâlnesc în cazinouri. Cu toate acestea, un cazinou va folosi adesea termenul „cardroom” sau „cameră de poker” (de obicei, acesta din urmă) pentru a se referi la o cameră separată care oferă jocuri de cărți în care jucătorii concurează în mod obișnuit unul împotriva celuilalt, în loc să împiedice „casa”.
În România, termenul de sală de jocuri reprezintă exact locația care prestează activități de jocuri de noroc și pariuri. Industria jocurilor de noroc este în plină dezvoltare și are peste 12 000 de locații active în toată țara. Ultima cifră de afaceri raportată a fost de peste 1 miliard de euro și peste 1200 de locații repartizate numai în Capitală.